# شهرک افشاریه

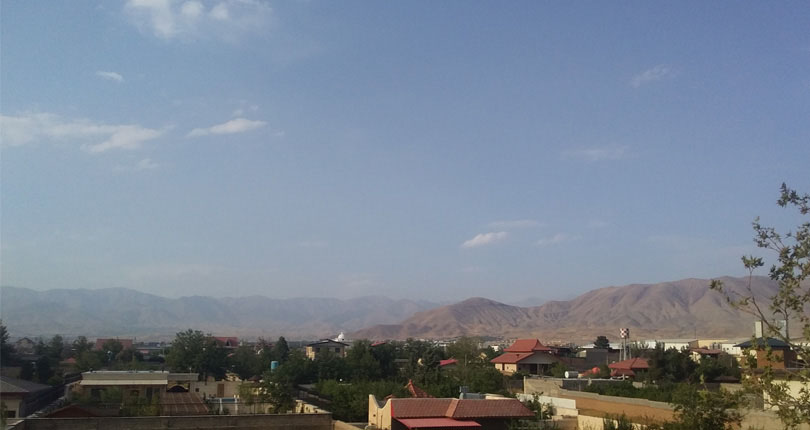
[https://emelk.biz/where-is-afshariye-karaj/ شهرک افشاریه

شهرک افشاریه، روستایی از توابع بخش چهارباغ شهرستان ساوجبلاغ در استان البرز ایران است.

## جمعیت
این روستا در دهستان رامجین قرار دارد و براساس سرشماری مرکز آمار ایران در سال ۱۳۸۵، جمعیت آن ۲۶۱ نفر (۶۳خانوار) بوده‌است.